# 西村高兄
西村高兄（1900年1月1日—1988年7月5日），本籍日本高知縣，東京帝國大學獨法科畢業，日本昭和初期之日本政府官員。
1942年7月3日，西村高兄就任台灣總督府文教局長，直到1944年3月20日。
1944年3月20日，接替坂口主稅，於台灣擔任台北州知事，管轄今臺北市、新北市、宜蘭縣及基隆市等地的行政事務。
1988年7月5日凌晨5點12分因肝衰竭卒於日本神奈川縣藤澤市湘南齊藤診所。